# Call Out My Name
"Call Out My Name" es una canción grabada por el cantante y compositor canadiense The Weeknd, extraída de su primer EP, My Dear Melancholy, lanzado el 30 de marzo de 2018. The Weeknd coescribió la canción con su productor Frank Dukes, y Nicolas Jaar recibió créditos de escritura por el muestreo de su canción de 2016 "Killing Time". La canción fue enviada a la radio rítmica contemporánea el 10 de abril de 2018 como el primer sencillo del EP en los Estados Unidos.

## Composición
La canción se realiza en la clave de D♯ menor con un tempo de 45 pulsaciones por minuto en tiempo dúplex compuesto 6
8. Los acordes alternan entre G♯m y D♯m. Las voces de The Weeknd abarcan dos octavas, desde D♯3 hasta D♯5.

## Desempeño comercial
The Weeknd obtuvo el mayor recuento de transmisiones de Spotify durante el primer día de todas las canciones lanzadas en 2018 con "Call Out My Name". La canción también se transmitió 6 millones de veces en su primer día en Apple Music . La canción debutó en el número cuatro en el Billboard Hot 100 de EE. UU. En la edición del 14 de abril de 2018, convirtiéndose en su octava entrada en la lista entre los diez primeros. A marzo de 2020, la canción ha vendido 3.000.000 de copias en los Estados Unidos.

## Videos musicales
Se lanzó un video con letra el 2 de abril de 2018, que muestra a Weeknd en varias pantallas de televisión. El 30 de marzo de 2018, Weeknd subió un video vertical a Spotify. El video musical oficial de "Call Out My Name" fue lanzado el 12 de abril de 2018 y dirigido por Grant Singer.

## Posicionamiento en listas
| Listas (2018)                          | Mejor posición |
| -------------------------------------- | -------------- |
| Argentina Anglo (Monitor Latino)       | 17             |
| Australia (ARIA)                       | 3              |
| Austria (Ö3 Austria Top 40)            | 11             |
| Bélgica (Flandes) (Ultratop 50)        | 31             |
| Bélgica (Valonia) (Ultratop 50)        | 23             |
| Canadá (Canadian Hot 100)              | 1              |
| Dinamarca (Tracklisten)                | 3              |
| Finlandia (OFC)                        | 12             |
| Francia (SNEP)                         | 22             |
| Alemania (Offizielle Deutsche Charts)  | 7              |
| Grecia (IFPI Greece)                   | 1              |
| Hungría (Single Top 40)                | 15             |
| Hungría (Stream Top 40)                | 2              |
| Irlanda (IRMA)                         | 5              |
| Italia (FIMI)                          | 40             |
| Líbano (Lebanese Top 20)               | 6              |
| Malasia (RIM)                          | 1              |
| México (Mexico Airplay)                | 21             |
| Países Bajos (Dutch Top 40)            | 30             |
| Países Bajos (Mega Single Top 100)     | 9              |
| Nueva Zelanda (Recorded Music NZ)      | 7              |
| Noruega (VG-lista)                     | 3              |
| Portugal (AFP)                         | 2              |
| Rumania (Airplay 100)                  | 5              |
| Rusia Airplay (Tophit)                 | 89             |
| Escocia (Scottish Singles Sales Chart) | 27             |
| Singapur (RIAS)                        | 10             |
| Eslovaquia (Singles Digitál Top 100)   | 1              |
| España (PROMUSICAE)                    | 57             |
| Suecia (Sverigetopplistan)             | 6              |
| Suiza (Schweizer Hitparade)            | 8              |
| Reino Unido (UK Singles Chart)         | 7              |
| Reino Unido (UK R&B Chart)             | 3              |
| Estados Unidos (Billboard Hot 100)     | 4              |
| Estados Unidos (Hot R&B/Hip-Hop Songs) | 3              |
| Estados Unidos (Rhythmic)              | 14             |

| Listas (2018)                                    | Posición |
| ------------------------------------------------ | -------- |
| Australia (ARIA)                                 | 61       |
| Bélgica (Valonia)                                | 82       |
| Canadá (Canadian Hot 100)                        | 44       |
| Rumania (Airplay 100)                            | 26       |
| Estados Unidos (Billboard Hot 100)               | 78       |
| Estados Unidos (Billboard Top R&B/Hip-Hop Songs) | 43       |

## Historial de lanzamiento
| Región         | Fecha               | Formato                     | Sello                     | Ref.   |
| -------------- | ------------------- | --------------------------- | ------------------------- | ------ |
| Australia      | 30 de marzo de 2018 | Contemporary hit radio      | Universal Music Australia | [ 52 ] |
| Estados Unidos | 10 de abril de 2018 | Radio rítmica contemporánea | XO Republic               | [ 53 ] |
| Italia         | 20 de abril de 2018 | Contemporary hit radio      | Universal                 | [ 54 ] |
| Reino Unido    | 20 de abril de 2018 | Urban contemporary          | XO Republic               | [ 55 ] |